# Housatonic River
La Housatonic River est un fleuve de 240 km de longueur, qui arrose l'ouest du Massachusetts et l'ouest du Connecticut, aux États-Unis.

## Géographie
Elle draine un bassin versant de 5 045 km². De direction générale nord-sud, il se jette dans le Long Island Sound et sépare à son embouchure les villes de Stratford et de Milford, dans le Connecticut.